# Obrzezanie Chrystusa
Obrzezanie Chrystusa (niderl. De besnijdenis van Christus) – obraz holenderskiego malarza Leonaerta Bramera, znajdujący się w Muzeum Narodowym w Warszawie ( inv./cat. nr M.Ob.559); obraz jest sygnowany: "L. Bramer"; poniżej sygnatury znajduje się wcześniejsza błędna sygnatura „P. Rembrandt. 1677”.  
Tematem obrazu jest motyw pochodzący z Ewangelii Łukasza, rzadko wykorzystywany w malarstwie, ale będący kilkakrotnie podejmowany przez Bramera. 

## Opis obrazu
Scena rozgrywa się w mrocznym szaro-zielonym pomieszczeniu świątyni rozświetlonej strumieniem światła. Przestrzeń wnętrza podzielona jest trójstrefowo. Na pierwszym planie widoczne są złote i srebrne naczynia. Drugi plan stanowi główna strefa figuralna podkreślona padającymi promieniami słonecznymi. W centralnej części kompozycji znajduje się ołtarz przy którym stoi kapłan przybrany w jasnobrązowy, połyskujący różowymi odcieniami ornat. Za nim klęczy w błękitnym płaszczu Maria. Po przeciwnej stronie stoją kapłani w wiśniowych, złocistych, brązowych, czerwonych i żółtawych szatach. Na twarzach postaci skupiają się promienie świetlne. Na trzecim planie znajduje się ściana równoległa do płaszczyzny, z pilastrami i z otworem arkadowym przecz który widoczne jest błękitne, przesłonięte chmurami niebo.
 Sposób wykorzystania efektów świetlnych, koloryt i kompozycja nawiązuje do obrazów Bramera powstałych na przełomie lat trzydziestych i czterdziestych m.in. do Modlitwy Salomona (pod względem faktury), czy do Obrzezania z Muzeum w Gocie (kompozycja postaci i światło). Według niemieckiego historyka Heinricha Wichmanna obraz powstał pod wpływem dzieł Rembrandta Ofiarowanie Chrystusa w świątyni z 1631 roku, (Mauritshuis) i Grosz czynszowy z 1629 roku. 
Autorstwo dzieła przez wiele lat przypisywano Rembrandtowi. W Muzeum Narodowym w Warszawie obraz znajduje się od 1945 roku. Wcześniejsza proweniencja jest nieznana.